# 对抗癌症

活动标志。

《对抗癌症》（英語：Stand Up To Cancer，简称：或）是娱乐产业基金会举办的一项慈善节目，通过网络与电视渠道为癌症相关活动筹款。2008年9月5日，首届《对抗癌症》活动在ABC、NBC与CBS三大电视网面向全球超过170个国家和地区播放，共筹集了超过1亿美元。节目筹集的资金全部捐献给了美国癌症研究协会。2012年起，英国第四频道也开始举办英国版《对抗癌症》。